# Urs Voerkel
Urs Voerkel (* 10. April 1949 in Zürich; † 11. September 1999, daselbst) war ein Schweizer Jazzpianist.

## Leben und Wirken
Voerkel, dessen Vater klassischer Kontrabassist war, erhielt seit der Kindheit Klavierunterricht; unter dem Eindruck von John Coltrane wendete er sich dem Jazz zu. Ab 1969 war er Mitglied verschiedener Jazzgruppen im Raum Zürich, etwa von Infinite Impressions (Jazz Festival Zürich 1970) oder der  Gruppe Formation (LP „Antithesis“, 1972; Jazzfestival Zürich 1973). Anfang der 1970er Jahre fanden erste Begegnungen mit Musikern des europäischen Free Jazz wie Evan Parker, Peter Kowald und Paul Lovens sowie Irène Schweizer, mit der in einer Musiker-Wohngemeinschaft lebt, statt. Mit Lovens etablierte er ein Duo, das gelegentlich durch Paul Rutherford zum Trio erweitert wurde. Teilzeitlich als Musiktherapeut an der psychiatrischen Klinik Burghölzli in Zürich tätig, spielte er in den 1980er und 1990er Jahren in verschiedenen musikalischen Zusammenhängen: Mit Christoph Gallio und Peter K. Frey bildete er das Trio Tiegel (CD 1981). Ab Ende der 1980er Jahre spielte er mit Fredi Lüscher in einem Klavierduo. Weiterhin trat er in verschiedenen Gruppen mit Urs Blöchlinger auf (etwa in Heilige Bimbam, CD 1994). Das Quartett Four In One (mit Nat Su am Saxophon, Herbert Kramis am Bass, I. Schweizer am Schlagzeug) spezialisierte sich auf Kompositionen von Thelonious Monk. Kompositorische Fragmenten Voerkels waren die Grundlage für sein Trio mit Daniel Studer und Marco Käppeli sowie ein Quartett mit Gabriela Scherrer, Priska Walss und Jacques Widmer. Er verstarb 1999 nach langer Krankheit.
Nach Wilhelm E. Liefland gehörte Voerkel „zu jenen Pianisten der Jazz-Avantgarde, die die traditionellen Stück-Formen und musikalischen Formeln aus Jazz und Klassik geduldig und nach und nach auflösen... Zuweilen grüblerisch, spielt er analytisch, vergisst aber fortlaufenden Drive nicht.“

## Preise und Auszeichnungen
1973 wurde er als „bester Solist“ auf dem Jazzfestival San Sebastian ausgezeichnet. 

## Diskographische Hinweise
- s'Gschänk (solo; LP FMP 0300, 1976)
- Voerkel-Lovens-Frey (LP FMP 0340, 1976)
- Voerkel-Luescher: Weiss (CD UTR 4043, 1991)
- Voerkel-Lovens: Goldberg (LP Po Torch Rec, 1989)
- Voerkel, Lovens, Schweizer, Scherrer, Walss,  Widmer: Propinquity (CD Intakt 057, 1997/98)
- Käppeli, Lüscher, Studer: Nomis (CD Altrisouni 1999)